# Horacio Londoño
Horacio Londoño Marulanda (El Bagre, Antioquia, Colombia, 1 de febrero de 1958) es un director técnico colombiano con ciudadanía hondureña. Actualmente dirige al Social Sol, equipo de la Liga de Ascenso de Honduras.

## Trayectoria

### Como entrenador
Horacio Londoño nació en el municipio bajocaucano de El Bagre, Antioquia, y con apenas seis meses de edad se trasladó a la ciudad de Medellín. Posteriormente inició y concluyó sus estudios secundarios en el Liceo Departamental Gilberto Alzate Avendaño. Se ha capacitado como director técnico en varios seminarios nacionales e internacionales, pero resaltan sus estudios de Tecnología en Dirección Técnica de Fútbol (otorgado por el SENA).
El 11 de septiembre de 2006, tras el despido de su compatriota Jairo Ríos Rendón, Londoño fue ratificado como director técnico del Club Deportivo Vida. Sin embargo, dirigió por muy poco tiempo y su cargo lo asumió el uruguayo Ricardo "Tato" Ortiz un mes después.
Para octubre de 2014, fue anunciado como DT de la Real Sociedad de Tocoa en sustitución de Mauro Reyes, quien dimitió a la dirigencia del club tras los malos resultados cosechados durante su cargo. Dirigió su primer partido el 19 de octubre, en el empate 2-2 contra Parrillas One. Llevó al equipo hasta la final, superando a rivales como Honduras Progreso y Real España en repechajes y semifinales, respectivamente. En dicha instancia (final) perdió contra Motagua, con marcadores de 0-0 y 1-2 (global 1-2).
El 19 de enero de 2016, fue nombrado como nuevo director técnico del Victoria, sucediendo en el cargo a Jorge Ernesto Pineda.

## Clubes

### Como entrenador
| Club                  | País     | Año           |
| --------------------- | -------- | ------------- |
| Vida                  | Honduras | 2006 - 2007   |
| Real Sociedad         | Honduras | 2014 - 2015   |
| Victoria              | Honduras | 2016          |
| Social Sol            | Honduras | 2016          |
| Honduras Progreso     | Honduras | 2018          |
| Boca Juniors de Tocoa | Honduras | 2018          |
| Real Sociedad         | Honduras | 2019          |
| Honduras Progreso     | Honduras | 2019          |
| Social Sol            | Honduras | 2022-2024     |
| Real Sociedad         | Honduras | 2024-2025     |
| Social Sol            | Honduras | 2025-presente |

## Estadísticas como entrenador
Datos actualizados hasta el 21 de abril de 2018.
| Equipo                     | Torneo        | Partidos  | Partidos | Partidos | Partidos | Goles | Goles | Goles  |        |
| Equipo                     | Torneo        | Dirigidos | G        | E        | P        | GF    | GC    | DG     | Efect% |
| -------------------------- | ------------- | --------- | -------- | -------- | -------- | ----- | ----- | ------ | ------ |
| Vida Honduras              |               |           |          |          |          |       |       |        |        |
| Apertura 2006              | 5             | 1         | 1        | 3        | 6        | 11    | -5    | 26.67% |        |
| Total club                 | 5             | 1         | 1        | 3        | 6        | 11    | -5    | 26.67% |        |
| Real Sociedad Honduras     |               |           |          |          |          |       |       |        |        |
| Apertura 2014              | 14            | 7         | 3        | 4        | 24       | 13    | +11   | 57.14% |        |
| Clausura 2015              | 18            | 4         | 10       | 6        | 14       | 18    | -4    | 40.74% |        |
| Copa de Honduras 2015      | 3             | 1         | 2        | 0        | 2        | 1     | +1    | 55.56% |        |
| Apertura 2015              | 9             | 3         | 3        | 3        | 15       | 9     | +6    | 44.44% |        |
| Total club                 | 44            | 15        | 18       | 13       | 55       | 41    | +14   | 47.73% |        |
| Victoria Honduras          |               |           |          |          |          |       |       |        |        |
| Clausura 2016              | 10            | 0         | 3        | 7        | 5        | 22    | -17   | 10%    |        |
| Total club                 | 10            | 0         | 3        | 7        | 5        | 22    | -17   | 10%    |        |
| Social Sol Honduras        |               |           |          |          |          |       |       |        |        |
| Apertura 2016              | 4             | 0         | 0        | 4        | 1        | 6     | -5    | 0%     |        |
| Total club                 | 4             | 0         | 0        | 4        | 1        | 6     | -5    | 0%     |        |
| Honduras Progreso Honduras |               |           |          |          |          |       |       |        |        |
| Clausura 2018              | 20            | 8         | 4        | 8        | 23       | 31    | -8    | 46.67% |        |
| Total club                 | 20            | 8         | 4        | 8        | 23       | 31    | -8    | 46.67% |        |
| Honduras Progreso Honduras |               |           |          |          |          |       |       |        |        |
| Apertura 2019              | 1             | 1         | 0        | 0        | 1        | 0     | +1    | 46.67% |        |
| Total club                 | 1             | 1         | 0        | 0        | 1        | 0     | +1    | 100%   |        |
| Total carrera              | Total carrera | 84        | 25       | 26       | 35       | 91    | 111   | -20    | 40.08% |